# Cauville
Cauville település Franciaországban, Calvados megyében. Lakosainak száma 170 fő (2022. január 1.). Cauville Culey-le-Patry, Saint-Lambert, Thury-Harcourt-le-Hom, Les Monts d’Aunay és Condé-en-Normandie községekkel határos.

## Népesség
A település népességének változása:
| Lakosok száma | 186  | 131  | 117  | 167  | 153  | 156  | 164  | 169  | 169  | 170  |
|               | 1968 | 1982 | 1990 | 2006 | 2013 | 2015 | 2017 | 2019 | 2020 | 2022 |